# Driehuis

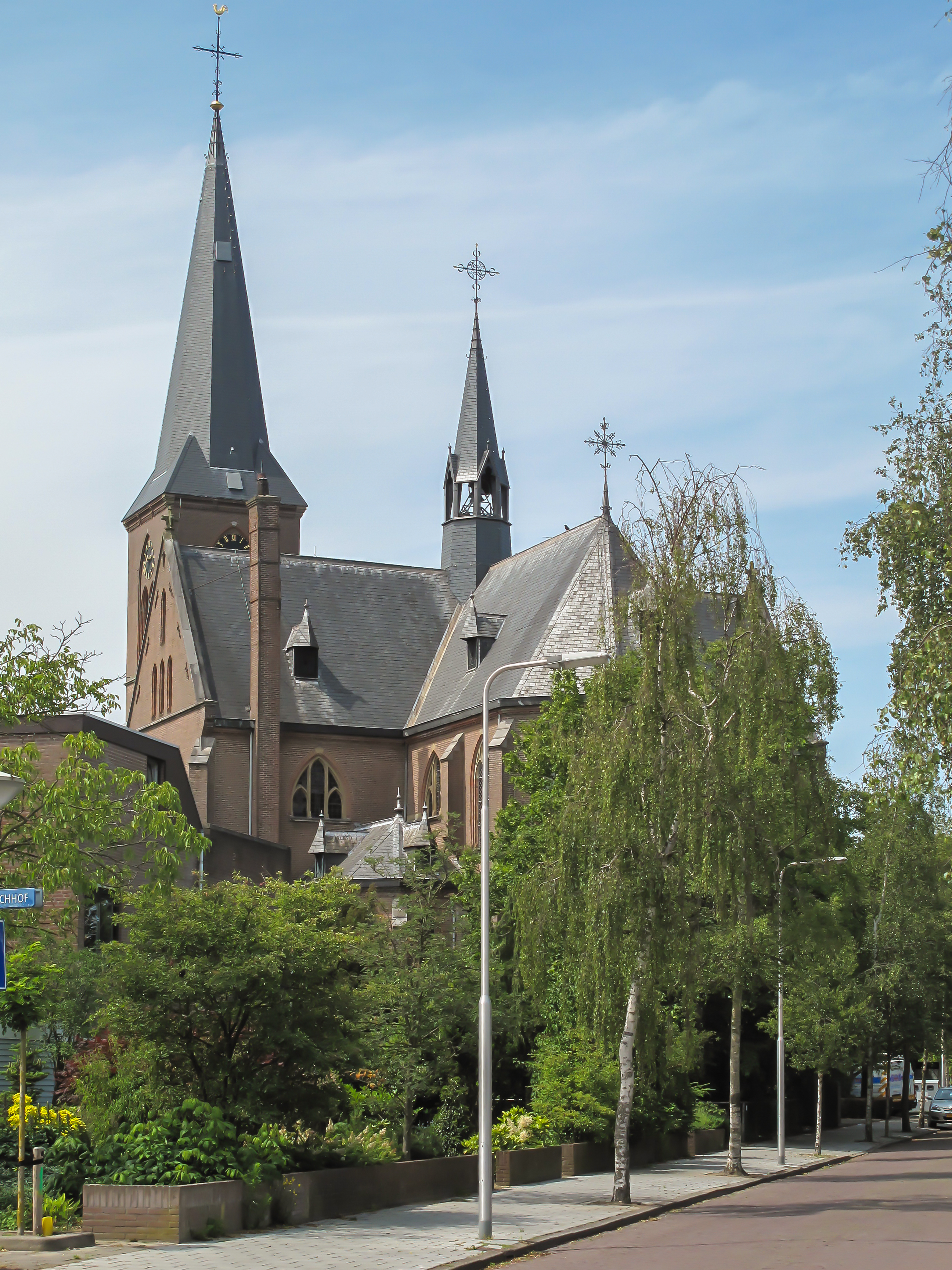
Driehuis, chiesa Sint Engelmunds

Driehuis è una cittadina dei Paesi Bassi situata nella provincia dell'Olanda Settentrionale. Fa parte della municipalità di Velsen ed è situata circa ad 8 km a nord di Haarlem.
Driehuis, includendo le zone di campagna limitrofe, ha una popolazione di circa 3320 persone.

## Infrastrutture e trasporti
- Stazione ferroviaria di Driehuis